# カレリアントレインズ

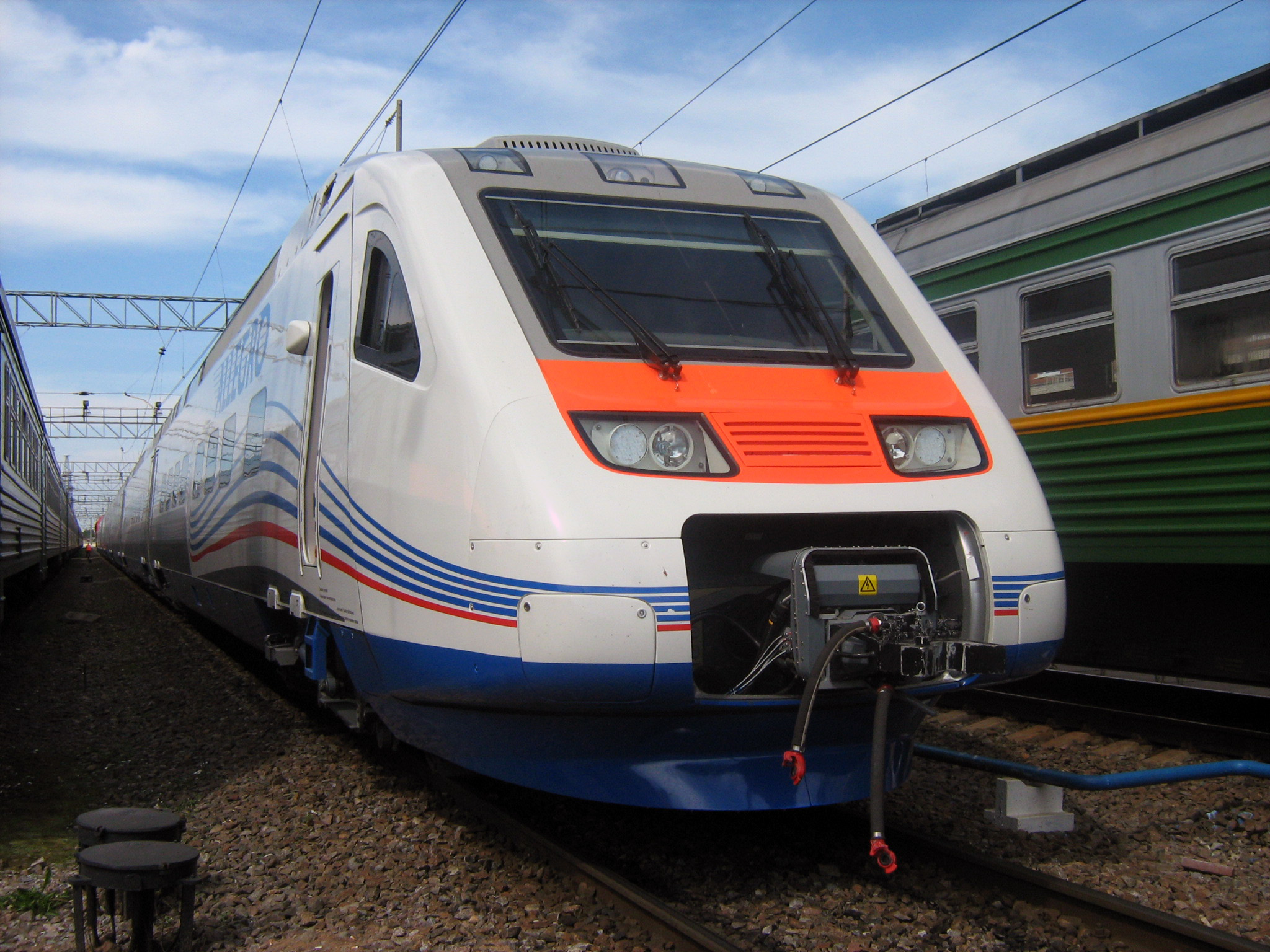
「アレグロ」用Sm6電車

カレリアントレインズ (Oy Karelian Trains Ltd) は、フィンランドのヘルシンキとロシアのサンクトペテルブルクを結ぶ国際列車を運行するため、フィンランドのVRグループとロシアのロシア鉄道により両社各50%の出資で設立された合弁事業会社である。

## 歴史
2006年9月23日にヘルシンキで会社登記された。2007年9月、同社はアルストムのペンドリーノ編成を発注し、2010年12月12日からヘルシンキのヘルシンキ中央駅とサンクトペテルブルクのフィンリャンツキー駅との間で運行を開始した。この列車は、音楽用語で「早い」を意味する「アレグロ」(Allegro) と命名された。
従来、両都市間の所要時間は5時間半程度だったが、「アレグロ」導入後は3時間27分となり大幅に短縮された。運行開始当初は1日2往復だったが、2011年5月には増発された 。ヘルシンキ - モスクワ間の夜行列車「トルストイ」号の運行も継続されていた。
フィンランド・ロシア間の往来では査証が必要となるが、「アレグロ」では速達化のためパスポートや税関の検査は列車内で行われるようになった。従来は、パスポートと税関検査のため時刻表上のダイヤと比較して30分以上の遅れが常であった。
運行初年度には予想を大きく上回る28万人の乗車があり、2019年には初年度の倍となる56万人が利用していた。同年時点では1日4往復が運行されていた。
しかし、2019年から始まった新型コロナウイルス感染症の流行が両国で顕在化した2020年3月に「アレグロ」の運行は停止された。運行開始から12周年となる2021年12月12日に1日2往復で運行が再開されたものの、乗客は両国いずれかの国籍所有者に限定され、相手国に親戚がいる、あるいは不動産を持っているなどの理由が必要とされた。
2022年2月24日にロシアのウクライナ侵攻が開始されると、フィンランドは他の欧州連合 (EU) 諸国とともにロシアへの経済制裁を科し、両国関係は悪化した。ただ、ロシアからの出国手段が次々と閉じられる中、VRグループはフィンランド国民の帰国を理由に「アレグロ」の運行を続け、戦争の拡大や動員による徴兵を嫌ったロシア人の出国手段としても利用されたが、VRの株式を100％所有するフィンランド政府は同年3月24日に大規模な対ロシア制裁を理由に鉄道運行の停止をVRに通告し、VRは3月25日に受け入れたため、「アレグロ」の運行は3月27日が最後となった。これにより、EU諸国とロシアを結ぶ旅客鉄道の運行は事実上なくなった。
「アレグロ」の運行終了後、ロシア鉄道は当社に対する債務を履行せず、各社間での1年半にわたる交渉でも決着しなかったため、VRが当社の債務を引き受けることとなり、抵当として「アレグロ」の車両4編成を2023年12月に取得した。これらの車両は2025年よりフィンランド国内の長距離列車に充当される予定となっている。

## 車両
車両はフィンランド国内で先に導入されていた「ペンドリーノ」シリーズであるSm3電車と似た編成であるが、新型の「ペンドリーノ」（イタリア国鉄ETR600電車）をベースとした7両編成のSm6電車が使用され、「カレリアントレインズ」ブランドに対応した車体の配色をまとっていた。VRグループの交流25 kVおよびロシア鉄道の直流3 kVともに対応した交流直流両用仕様で、フィンランドの軌間 1,524 mm とロシアの 1,520 mm 双方において220 km/hでの走行が可能である。